# Sostrup slott
Sostrup är ett gods/slott nära Gjerrild i Norddjurs kommun, Danmark.
Det omnämns i skrift första gången 1388. Den nuvarande huvudbyggnaden byggdes under Sophie Billes tid 1599-1605. Godset har tillhört adelsätterna Hvass, Scheel och Benzon. Huvudbyggnaden och den omgivande marken separerades 1950. Huvudbyggnaden var mellan 1960 och 2013 under namnet "Maria Hjerte Kloster" ett nunnekloster inom cistercienserorden, det första i Danmark sedan reformationen. Huvudbyggnaden ägs sedan 2024 av Thomas Kirk Kristiansen (ägaren till Lego).